# Томас Гопко
Томас Гопко (укр. Хома Іванович Гопко, англ. Thomas John Hopko; 28 березня 1939, Ендікотт, штат Нью-Йорк - 18 березня, 2015, Вексфорд, Пенсільванія) - протопресвітер і богослов Православної церкви українського походження. Декан Свято-Володимирської православної духовної семінарії з 1992 по 2002 рік, також викладав у цій семінарії з 1968 до 2002 року, де був вчителем та наставником сучасного предстоятеля Православної церкви Фінляндії архієпископа Елії (Валґрена).

## Біографія
Народився 28 березня 1939 року в Ендікотті, штат Нью-Йорк. Він був третьою дитиною та єдиним сином подружжя українців Івана та Ганни Гопко (уродженої Запотоцької). Його батьки походили із села Невицьке поблизу Ужгорода на Закарпатті. 
Був хрещений у православній греко-католицькій церкві святої Марії, Ендікотт, штат Нью-Йорк. 
Навчався в публічній школі в Ендікотт, яку закінчив у 1956 році.
У 1960 році закінчив Фордгемський університет (США) зі ступенем бакалавра гуманітарних наук в галузі русистики.
У 1963 році закінчив Свято-Володимирську духовну семінарію, де навчався у таких відомих православних богословів, як Олександр Шмеман, Іоанн Мейєндорф, Микола Арсеньєв та Сергій Верховський.
Під час навчання познайомився з Анною, старшою дочкою свого наставника Олександра Шмемана, з якою одружився 9 червня 1963 року.
У серпні 1963 року висвячений у сан диякона і слідом ієрея, після чого служив настоятелем церкви святого Іоанна Хрестителя у місті Уоррен (Огайо, США).
У 1968 році закінчив філософський факультет Університету Дьюкейн у Піттсбурзі зі ступенем магістра філософії. У цьому ж році переведений настоятелем церкви святого Григорія Богослова у місті Уаппінгерс Фоллс (штат Нью-Йорк).
В 1968 представляв Православну Церкву в Америці на Четвертій генеральній асамблеї Всесвітньої ради церков в Упсалі, Швеція.
У 1970 році зведений у сан протоієрея.
В 1975 представляв Православну Церкву в Америці на П'ятій асамблеї Всесвітньої ради церков у Найробі, Кенія.
З 1975 року був членом комісії «Віра та церковний устрій» Всесвітньої ради церков, а з 1985 по 1991 — головою керівної групи ВРЦ на тему «Хрещення, Євхаристія та служіння».
З 1978 до 1983 року служив настоятелем Церкви святого Миколи в місті Ямайка Естейт (штат Нью-Йорк, США).
Викладач віровчення та пастирського богослов'я Свято-Володимирської духовної семінарії (1968-1972), помічник професора догматичного богослов'я (1972-1983). Також виконував обов'язки професора (Associate Professor) догматичного богослов'я (1983-1991), професор догматичного богослов'я (1991-2002).
Ад'юнкт-професор Східного християнства в Університеті Дюкейна в Піттсбурзі (1965-1968), Колумбійського університету в Нью-Йорку (1983), Фордгемського університету (1984), Університету Дрю в Медісоні (1987).
В 1982 захистив докторську дисертацію на богословському факультеті Фордгемського університету.
Президент Православного богословського товариства Америки (1992-1995).
У 1992 році стає деканом Свято-Володимирської духовної семінарії в Крествуді, штат Нью-Йорк, змінивши на цій посаді протопресвітера Іоанна Мейєндорфа. У тому ж році приймав у Свято-Володимирській духовній семінарії Патріарха Сербського Павла, який прибув до США для усунення розколу між сербськими єпархіями.
У 1995 році був зведений у сан протопресвітера.
1 липня 2002 року пішов у відставку з посади декана Свято-Володимирської духовної семінарії і був удостоєний звання почесного декана від Опікунської ради семінарії.
22—24 серпня 2013 року взяв участь в Асамблеї Канадської архієпископії, де виступив із доповідями та отримав золотий орден Св. Інокентія з рук митрополита Тихона (Молларда).
Отець Томас був видним православним християнським лектором і оратором, добре відомим у православних та екуменічних колах. Помер 18 березня 2015 року. Його рідні та близькі звернулася до всіх, хто хотів би попрощатися з померлим, з проханням: замість квітів на згадку про отця Томаса направити меморіальні пожертвування Свято-Володимирській духовній семінарії, Преображенському монастирю, радіо «Давня Віра»(Ancient Faith Radio), на якому в останні роки життя виступав отець Томас, та хоспісу «Добрий самаритянин» в Кокордії, Вексфорд, штат Пенсільванія.
Похований 23 березня 2015 року на цвинтарі Преображенського монастиря в Еллвуд Сіті, штат Пенсільванія.

## Родина
Батьки отця Томаса Гопка українці із села Невицьке поблизу Ужгорода (Закарпаття). Їх син Томас був хрещений та вихований у греко-католицькій церкві Святої Марії, Ендікотт, штат Нью-Йорк.
Був одружений з Анною Шмеман (донькою протопресвітера Олександра Шмемана), виховав п'ятьох дітей (Юліана, Іоанн, Катерина, Марія, Олександра).

## Роботи та лекції отця Томаса Гопка
- T.Hopko: The Orthodox Faith
- Lectures by T.Hopko
- Speaking the Truth in Love: a podcast by Fr. Hopko
- The Names of Jesus; Explaining the significance of each of the names of Christ- a podcast by fr. Hopko
- Worship in Spirit and Truth: A series of reflections by fr. Thomas Hopko on the Divine Liturgy of the Orthodox Church